# Svenska nationalkommittén för fysik
Svenska nationalkommittén för fysik är en kommitté tillsatt av Kungliga Vetenskapsakademien med syfte att främja forskning och utbildning inom fysik. Svenska nationalkommittén för fysik företräder också Sverige i den internationella fysikorganisationen IUPAP. Nationalkommittén har en nära koppling till Svenska Fysikersamfundet.